# Estação Juramento
A Estação Juramento é uma das estações do Metro de Buenos Aires, situada em Buenos Aires, entre a Estação José Hernández e a Estação Congreso de Tucumán. Faz parte da Linha D.
Foi inaugurada em 21 de junho de 1999. Localiza-se no cruzamento da Avenida Cabildo com a Rua Juramento. Atende o bairro de Belgrano.